# Agrilus nishiyamai
Agrilus nishiyamai es una especie de insecto del género Agrilus, familia Buprestidae, orden Coleoptera.
Fue descrita científicamente por Tôyama, en 1985.